# Saul Nanni
Saul Nanni, né le 4 février 1999  à Bologne (Émilie-Romagne), est un acteur et mannequin italien.

## Biographie
Saul a grandi à San Lazzaro di Savena, avec ses parents, son frère Gioele et sa sœur Aurora, respectivement de quatre et sept ans plus jeunes que l'acteur, et a fréquenté le lycée scientifique international, d'abord au Liceo Galvani, puis à l'Istituto Sant'Alberto Magno. Son nom est inspiré de Paul de Tarse, qui est né sous le nom de Saul et a été canonisé sous le nom de Saint Paul l'Apôtre. Sa mère et son père sont tous deux médecins.

### 2014-2017: adolescent-acteur
Après avoir fait de la figuration dans les séries télévisées La Chartreuse de Parme et Questo nostro amore 70 (it), il participe en 2014 au film Un boss in salotto (it) aux côtés de Rocco Papaleo, Paola Cortellesi et Luca Argentero. Le succès viendra cependant avec la sitcom pour enfants Alex and Co, une série télévisée qui sera diffusée sur Disney Channel et qui le fera connaître auprès du jeune public européen. Après avoir produit deux bandes originales, autant de saisons plus une troisième et le film Come diventare grandi nonostante i genitori (it) (litt. « Comment grandir malgré ses parents ») avec Matthew Modine, Giovanna Mezzogiorno et Margherita Buy, il abandonne le projet pour passer un semestre à Los Angeles début 2017.
En 2016, il joue le rôle de Roméo dans la série télévisée Non dirlo al mio capo (it) aux côtés de Lino Guanciale et Vanessa Incontrada. Il participe ensuite à la série télévisée policière Scomparsa (it). Mais c'est avec le film Il fulgore di Dony (it), réalisé par Pupi Avati, dans lequel il tient le rôle principal, qu'il se fait connaître professionnellement. Il a lui-même déclaré :
« [...] la vera svolta è arrivata proprio con Pupi Avati. Era un ruolo lontanissimo dalle mie corde, eppure per merito suo ho compreso il lato più profondo e drammatico di questo mestiere, in cui mi ci ritrovo maggiormente. Mi si è aperta una strada fatta di vene attoriali a me sconosciute e a portarmi dentro è stato un maestro assoluto, di vita e recitazione, uno capace di studiarti attraverso lo sguardo »
— Saul Nanni

« [...] le véritable tournant s'est produit avec Pupi Avati. C'était un rôle qui était loin de mon style, mais grâce à lui, j'ai compris le côté plus profond et plus dramatique de ce travail, dans lequel je me retrouve le plus. Un chemin s'est ouvert à moi qui m'était inconnu jusque là, et c'est un maître absolu, de la vie et de l'action, qui m'y a fait entrer, quelqu'un capable de vous étudier à travers votre regard. »
Il est également assisté par l'agence Why Not Model, avec laquelle il participera aux campagnes Acqua di Giò pour Giorgio Armani et Printemps-Été 2020 pour United Colors of Benetton. En décembre 2016, il fait la couverture de L'Uomo Vogue.

### Depuis 2018: acteur adulte
En 2018, il est à nouveau Roméo dans la deuxième saison de Non dirlo al mio capo aux côtés de l'actrice d'Alex & Co Beatrice Vendramin. En 2019, il joue d'abord le mannequin homosexuel et toxicomane Flavio dans la série télévisée Made in Italy (it) diffusée sur Prime Video et à partir de 2021 sur Canale 5 ; puis le transgressif Sebastiano dans I ragazzi dello Zecchino d'Oro (it), un film consacré à la naissance du Piccolo Coro dell'Antoniano, diffusé sur Rai 1. La même année, il annonce qu'il jouera dans un film intitulé Scooter, l'histoire de deux garçons qui, après avoir obtenu leur diplôme de fin d'études secondaires, décident d'aller en France sur le moyen de transport éponyme à la recherche d'une fille qu'ils ont rencontrée l'été précédent. En 2020, il participe au film Netflix Sous le soleil de Riccione, sur un scénario d'Enrico Vanzina, un film inspiré du film à succès des années 1980 Sapore di mare de Vanzina lui-même. Il joue également le rôle principal de Tommaso dans le film Brado, réalisé par Kim Rossi Stuart. En 2024, il interprète Giulio dans le film Fino alla fine (it).

## Vie privée
Saul Nanni est en couple avec Deva Cassel, avec laquelle il tourne en 2024-2025 la série télévisée Le Guépard.

## Filmographie

### Acteur de cinéma
- 2014 : Un boss in salotto (it) de Luca Miniero
- 2016 : Come diventare grandi nonostante i genitori (it) de Luca Lucini
- 2019 : Mon frère chasse les dinosaures (Mio fratello rincorre i dinosauri) de Stefano Cipani (it)
- 2020 : Sous le soleil de Riccione (Sotto il sole di Riccione) de YouNuts! (it)
- 2022 : Love & Gelato (it) de Brandon Camp (it)
- 2022 : Brado de Kim Rossi Stuart
- 2022 : Io sono l'abisso (it) de Donato Carrisi
- 2024 : Fino alla fine (it) de Gabriele Muccino

### Acteur de télévision
- 2012 : La Chartreuse de Parme (La Certosa di Parma) de Cinzia TH Torrini
- 2014 : Questo nostro amore 70 (it) de Luca Ribuoli (it)
- 2015-2016 : Alex and Co de Claudio Norza (it) (41 épisodes)
- 2016-2018 : Non dirlo al mio capo (it) de Giulio Manfredonia (24 épisodes)
- 2017 : Scomparsa (it) de Fabrizio Costa (12 épisodes)
- 2018 : Il fulgore di Dony (it), téléfilm de Pupi Avati
- 2019 : Made in Italy (it), série télévisée de Luca Lucini et Ago Panini (it), 5 épisodes
- 2019 : I ragazzi dello Zecchino d'Oro (it) d'Ambrogio Lo Giudice (it)
- 2024 : Supersex, série télévisée de Francesca Mazzoleni (it), épisode La carne
- 2025 : Le Guépard (Il gattopardo) de Tom Shankland, Giuseppe Capotondi, Laura Luchetti (6 épisodes)